# Campo de Marte, Havana
O Campo de Marte (agora Parque de la Fraternidad) é um parque em Havana, Cuba. Foi construído na década de 1790 como uma área de prática militar pelo governo espanhol; foi expandido em 1793 pelo engenheiro belga Agustin Cramer, e mais tarde o Bispo Espada melhorou a iluminação do Campo. Foi o Capitão General Don Miguel Tacón que o incluiu no âmbito do seu programa de embelezamento. A área foi então vedada e quatro luxuosos portões, coroados com brasões de armas e cada um representa uma personalidade importante: o portão norte, Hernán Cortés; o sul, Francisco Pizarro; e os portões leste e oeste, Capitão General (em espanhol: Capitanía General de Cuba) Miguel Tacón y Rosique (1834-1838), e Cristóvão Colombo, respetivamente.
Em 1928, tornou-se Parque de la Fraternidad .

## História

### No início

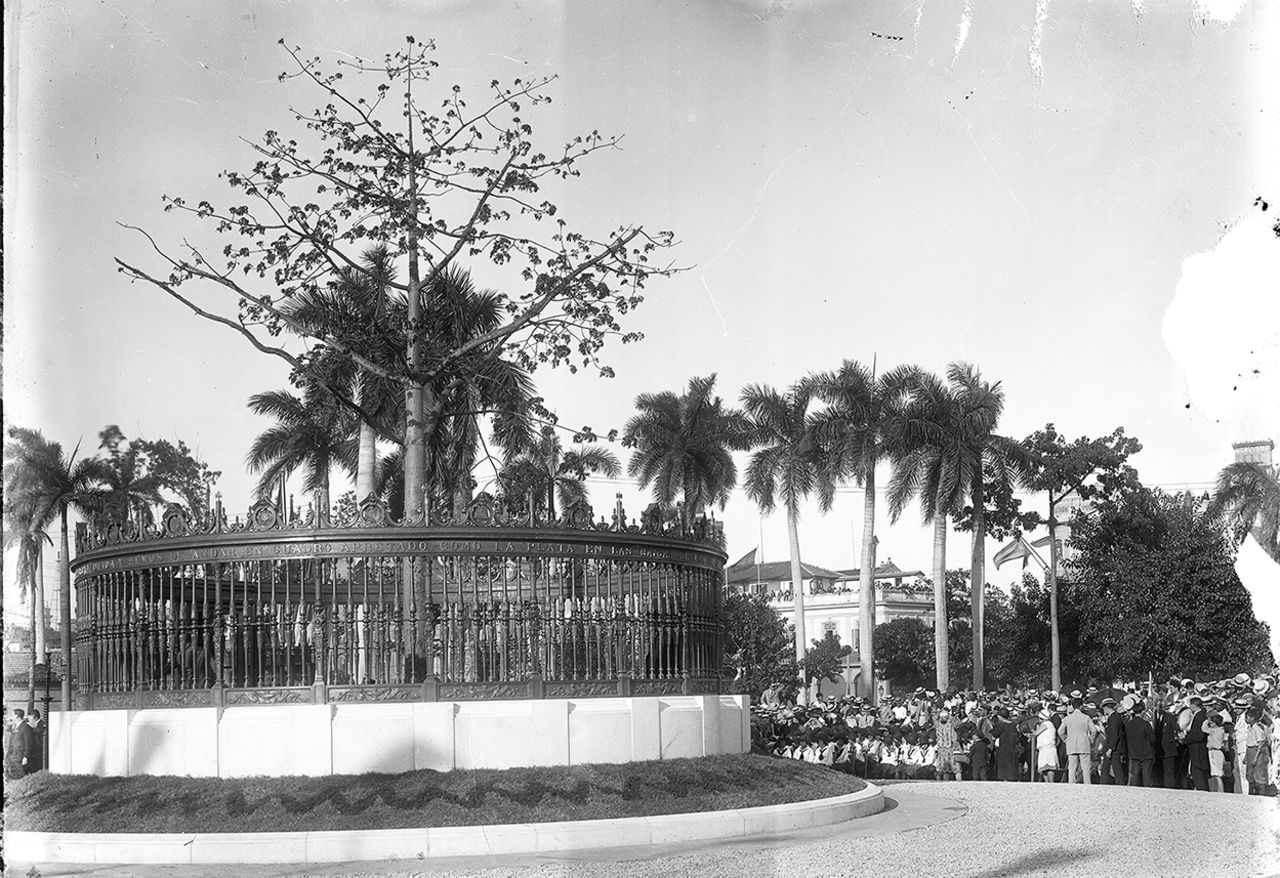
Campo de Marte, Havana. Cerca em redor do Árbol de la Fraternidad, Havana, 1928 (Gabinete do Historiador de Havana).

No século XVII, os terrenos do que viria a ser o Campo de Marte (Espanhol: Campo de Marte) faziam parte de uma zona lamacenta e intransitável, situava-se no exterior das muralhas que rodeavam a cidade de San Cristóbal de La Habana, e, apesar da sua inacessível localização, começou a ser povoada por armazéns e currais para animais.

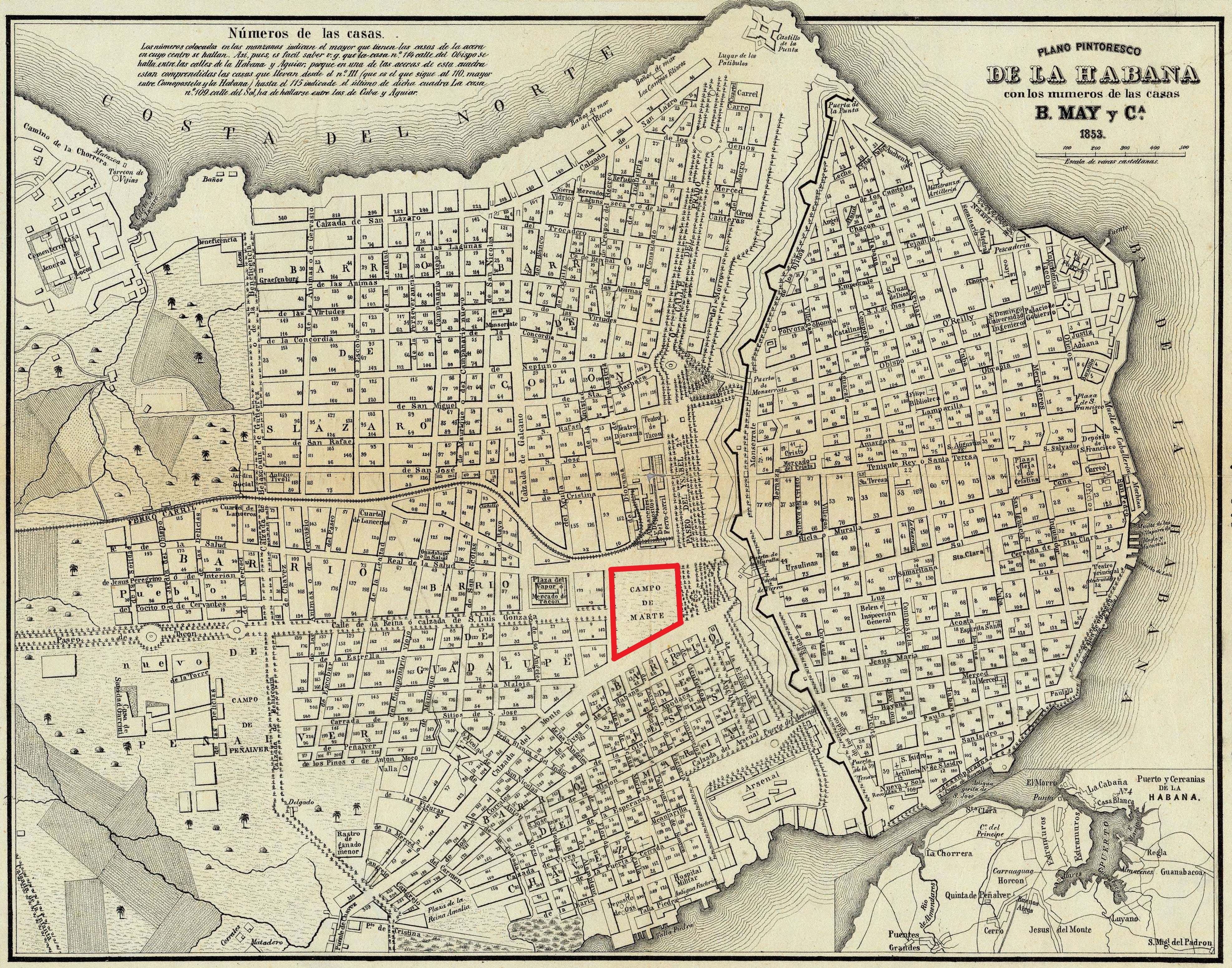
Mapa de Havana, 1853

No século XVIII, as terras faziam parte de um pomar que pertencia a Don Melchor de la Torre, e em 1735 passaram a ser propriedade de Don Ambrosio Menéndez. Quando o terreno foi analisado por um fiscal público Don Bartolomé de Flores, responsável pela delimitação e medição, descobriu que em vez dos doze mercedados solares originais existiam vinte e oito solares e meio, então os dezasseis excedentes e meio foram declarados inativos, desocupados e entregues a Doña Petronila Medrano como compensação parcial por parte do terreno da sua propriedade que tinha sido expropriado para a construção da muralha da cidade. A referida fiscal avaliou um grupo dos referidos lotes em duzentos e três pesos com cinco reais e meio cada, e o restante em cento e setenta e um pesos com sete reais e meio por lote.

### 1892

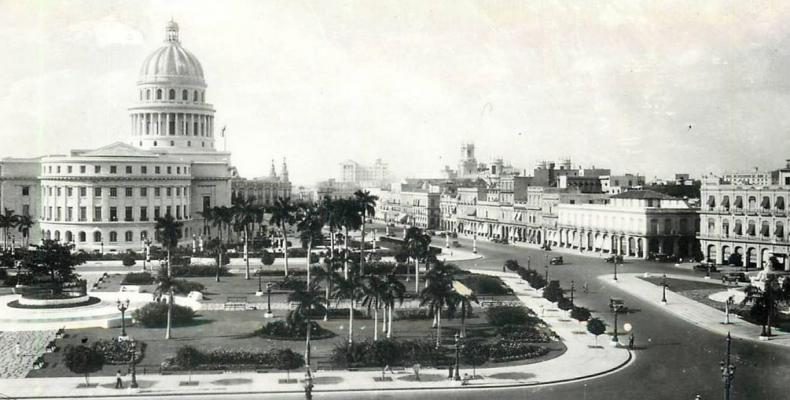
Parque de la Fraternidad, Capitolio Nacional e El Paseo del Prado, Havana, vista aérea, 1931 (Oficina del Historiador de La Habana).

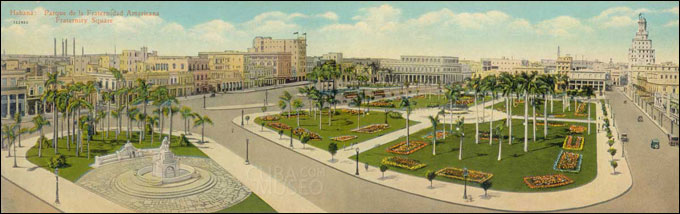
O Campo de Marte, Havana.

Para comemorar o quarto centenário da descoberta da América, o Campo de Marte tornou-se um parque em 1892. Em 1928 tornou-se o Parque de la Fraternidad como é conhecido hoje e em comemoração da Sexta Conferência Pan-Americana realizada em Havana. No centro do parque foi plantada uma árvore de algodão de seda, chamada "Tree of American Fraternity", com solo de 28 países das Américas. Por iniciativa da Sociedad Cubana de Estudios Históricos e Internacionales, foram erguidos vários bustos de personalidades e heróis representativos do pensamento latino-americano, incluindo os de Simón Bolívar e Benito Juárez.
O parque, que é, na verdade, um grupo de parques, testemunhou acontecimentos históricos como a descolagem e desaparecimento de Matías Pérez, um inventor português, no seu balão de ar quente a 29 de junho de 1856; e a primeira celebração do Dia do Trabalho em Cuba a 1 de maio de 1890.